# Odontophorus leucolaemus
Az Odontophorus leucolaemus a madarak osztályának tyúkalakúak (Galliformes) rendjébe és a fogasfürjfélék (Odontophoridae) családjába tartozó faj.

## Rendszerezése
A fajt Osbert Salvin angol ornitológus  írta le 1867-ben.

## Előfordulása
Costa Rica és Panama területén honos. A természetes élőhelye szubtrópusi és trópusi síkvidéki és hegyi esőerdők.

## Megjelenése
Testhossza 22-25,5 centiméter, a hím testtömege 295 gramm, a tojó 286-300 gramm.

## Külső hivatkozások
- Képek az interneten a fajról
- Internet Bird Collection - videók a fajról
- Xeno-canto.org - a faj hangja